# Districtul Kong Ra
Kong Ra (în thailandeză กงหรา) este un district (Amphoe) din provincia Phatthalung, Thailanda, cu o populație de 33.413 locuitori și o suprafață de 255,856 km².

## Componență
Districtul este subdivizat în 5 subdistricte (tambon), care sunt subdivizate în 45 de sate (muban).
| Nr. | Nume            | În thailandeză | Sate | Locuitori |  |
| --- | --------------- | -------------- | ---- | --------- |  |
| 1.  | Kong Ra         | กงหรา          | 7    | 3,982     |  |
| 2.  | Charat          | ชะรัด           | 9    | 6,662     |  |
| 3.  | Khlong Chaloem  | คลองเฉลิม       | 14   | 12,118    |  |
| 4.  | Khlong Sai Khao | คลองทรายขาว    | 8    | 6,144     |  |
| 5.  | Som Wang        | สมหวัง          | 7    | 4,507     |  |